# Edith Stein
Edith Stein tức Thánh Têrêsa Benedicta Thánh Giá, cũng thường gọi là thánh Edith Stein (12.10.1891 – 9.8.1942), là một triết gia và nữ tu sĩ Công giáo người Đức, được Giáo hội Công giáo phong là thánh tử đạo và hiển thánh. 
Bà sinh trong một gia đình gốc Do Thái theo Do Thái giáo nhưng trở thành người theo chủ nghĩa vô thần từ thời thanh thiếu niên. Bà đã theo Kitô giáo năm 1922, được rửa tội trong Giáo hội Công giáo và làm tập sinh trong Dòng Carmel năm 1934. Mặc dù bà đã di chuyển từ Đức sang Hà Lan để tránh việc truy hại của Đức Quốc xã, nhưng năm 1942 bà vẫn bị bắt và đưa vào Trại tập trung Auschwitz, nơi bà bị giết chết trong phòng hơi ngạt. Bà đã được giáo hoàng Gioan Phaolô II phong thánh năm 1998.
Bà là một trong 6 thánh quan thầy của châu Âu, cùng với các thánh Biển Đức thành Nursia, thánh Cyril và Methodius, Bridget của Thụy Điển và Catarina thành Siena.

## Cuộc đời

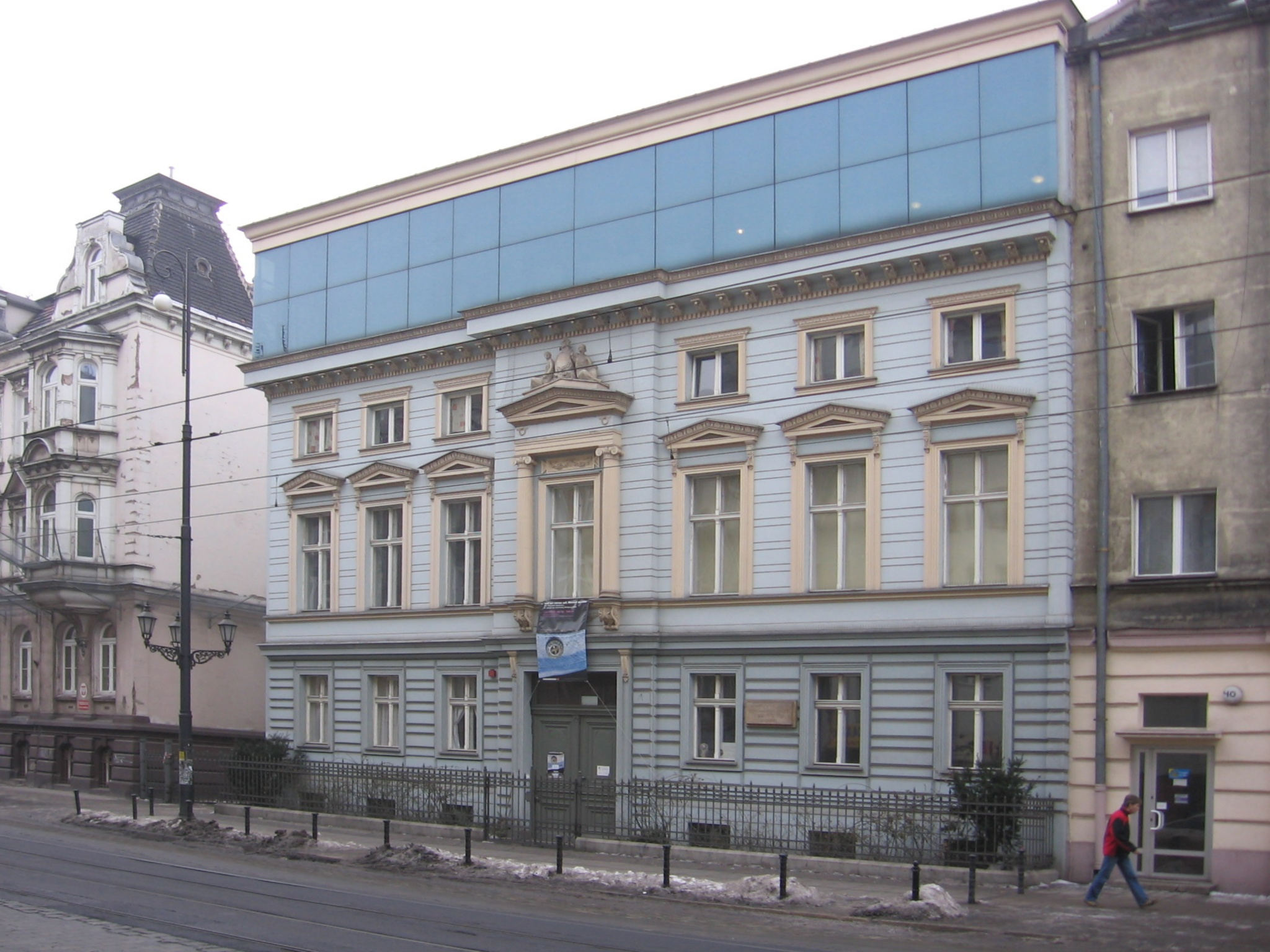
Ngôi nhà của gia đình Edith Stein tại Wrocław.

Bà sinh ngày 12.10.1891 tại Breslau (Wrocław), tỉnh Silesia, vương quốc Phổ thuộc Đế quốc Đức, trong một gia đình người Do Thái. 
Bà học tiểu học và trung học ở quê nhà, rồi học ở Đại học Breslau, sau đó sang học ở Đại học Göttingen từ năm 1913, đậu bằng tiến sĩ năm 1916 với bản luận án Zum Problem der Einfühlung (Về vấn đề đồng cảm) dưới sự bảo trợ của Edmund Husserl. Sau đó bà sang giảng dạy ở Freiburg. Trước đó, bà đã cộng tác với Martin Heidegger trong việc biên tập để xuất bản các tác phẩm của Edmund Husserl. Heidegger được bổ nhiệm làm phụ tá giảng dạy cho Husserl ở Đại học Freiburg tháng 10 năm 1916. Vì là phụ nữ nên bà đã không được Husserl giúp đỡ khi bà đệ trình luận án lấy bằng habilitation để được phép giảng dạy ở Đại học Freiburg (một đòi hỏi bắt buộc để được bổ nhiệm chức giáo sư) cũng như bản luận án "Psychische Kausalität" (Quan hệ nhân quả tâm lý) của bà tại Đại học Göttingen năm 1919 đã bị khước từ.
Dù bà đã sớm tiếp xúc với Giáo hội Công giáo, nhưng mãi tới khi bà đọc quyển tự truyện của thánh nữ Têrêsa thành Ávila trong kỳ nghỉ ở Bad Bergzabern năm 1921 bà mới quyết định theo đạo Công giáo. Được rửa tội ngày 1.1.1922, bà từ chức phụ tá cho Husserl để dạy học trong một trường của các nữ tu sĩ dòng Đa Minh ở Speyer từ năm 1922 tới năm 1932. Trong thời gian này, bà dịch quyển "De Veritate" (Về sự thật) của thánh Tommaso d'Aquino sang tiếng Đức và làm quen với triết học Công giáo nói chung, đồng thời từ bỏ "thuyết hiện tượng" của Husserl để theo triết thuyết của thánh Tommaso d'Aquino (Thomism). 
Bà tới thăm Husserl và Heidegger ở Freiburg tháng 4 năm 1929, cùng một tháng mà Heidegger đọc bài chúc mừng sinh nhật thứ 70 của Husserl. 
Năm 1932 bà làm giảng viên ở Học viện sư phạm tại Münster, nhưng bộ luật bài Do Thái được chính phủ Đức Quốc xã thông qua đã buộc bà phải từ chức năm 1933. Trong một lá thư gửi giáo hoàng Piô XI, bà đã lên án chế độ Quốc xã và yêu cầu Giáo hoàng công khai lên án chế độ này để ngăn chặn việc lạm dụng danh chúa Kitô. 
"
| “ | Là một đứa con của người Do Thái, nhờ ân sủng của Thiên Chúa, con đã trở thành người con của Giáo hội Công giáo trong 11 năm qua. Con dám mạo muội thưa chuyện với Giáo hoàng về điều đã áp bức hàng triệu người Đức. Nhiều tuần lễ nay chúng con thấy những sự việc xảy ra ở Đức đã nhạo báng mọi ý nghĩa của công lý và nhân loại, không xét đến tình yêu tha nhân. Trong nhiều năm, các nhà lãnh đạo của chủ nghĩa Quốc xã đã rao giảng lòng căm thù các người Do Thái... Nhưng cuối cùng, trách nhiệm phải được qui cho những người đưa ra quan điểm này và những người giữ im lặng khi đối mặt với diễn biến như vậy. Tất cả những gì đã xảy ra và tiếp tục xảy ra trên cơ sở hàng ngày bắt nguồn từ một chính phủ tự gọi mình là "Kitô giáo". Trong nhiều tuần không chỉ những người Do Thái mà còn có hàng ngàn người Công giáo trung thành tại Đức,và, con tin rằng ở tất cả các nơi trên thế giới, đã chờ đợi và hy vọng là Giáo hội Chúa Kitô sẽ lên tiếng để chấm dứt sự lạm dụng danh Chúa Kitô. -Edith Stein, Thư gửi Đức Giáo hoàng Piô XI | ” |

Lá thư của bà đã không được hồi âm, và cũng không biết chắc liệu giáo hoàng Piô XI có được đọc thư này không. Tuy nhiên, vào năm 1937, Đức Giáo hoàng Piô XI đã ban hành một thư luân lưu viết bằng tiếng Đức, Mit brennender Sorge (Với sự lo âu cháy bỏng), trong đó Ngài đã phê phán chủ nghĩa Quốc xã, lên án chủ nghĩa bài Do Thái và cho rằng Đức đã vi phạm một thỏa ước ký kết với Giáo hội năm 1933.
Năm 1933 bà vào tu ở tu viện St. Maria vom Frieden (Đức Mẹ Hòa bình) của Dòng Carmel tại Köln, nhận tu danh là "Teresia Benedicta a cruce" (Têrêsa Benedicta Thánh Giá). Tại đây bà đã viết quyển siêu hình học "Endliches und ewiges Sein" (Sự hữu hạn và Đấng Vĩnh cửu) nhằm kết hợp các triết học của thánh Tommaso d'Aquino và Husserl.
Để tránh sự đe dọa gia tăng của Đức Quốc xã, tu viện ở Köln chuyển bà sang tu viện dòng Carmel ở Echt, Hà Lan. Tại đây bà đã viết quyển "Studie über Joannes a Cruce: Kreuzeswissenschaft" (Nghiên cứu về thánh Gioan Thánh Giá: Khoa học Thánh Giá).
Di chúc ngày 6.6.1939 của bà ghi: "Tôi phó thác mạng sống và cái chết cùng mọi người thân thuộc của tôi cho Chúa, cho Thánh tâm Chúa Giêsu, Đức Mẹ Maria và Hội Thánh, đặc biệt là phó thác Dòng tu thánh của chúng tôi, nhất là các tu viện Carmel ở Köln và Echt, như lễ chuộc tội cho sự không tin (Chúa Kitô) của dân Do Thái và Chúa sẽ được dân tộc của Người tiếp đón và vương quốc của Người sẽ đến trong vinh quang, cho sự cứu rỗi của nước Đức và hòa bình thế giới, cuối cùng cho những người tôi yêu thương, còn sống hay đã chết, và cho tất cả những gì Thiên Chúa đã ban cho tôi để không cái gì trong số đó sẽ bị hư mất".
Tuy nhiên, bà không được an toàn tại Hà Lan — Hội đồng Giám mục Hà Lan đã ra một tuyên bố công khai đọc trong tất cả các nhà thờ của đất nước ngày 20.7.1942, lên án chủ nghĩa phân biệt chủng tộc của Đức Quốc xã. Trong một phản ứng trả đũa vào ngày 26.7.1942, Reichskommissar của Hà Lan, Arthur Seyss-Inquart, đã ra lệnh bắt giữ tất cả các tín đồ Do Thái cải đạo (theo Kitô giáo), những người trước đây đã được tha. Bà và người em gái Rosa - cũng là một người cải đạo - đã bị bắt giữ cùng những người Do Thái khác. Sáng sớm ngày 7.8.1942, tất cả 987 người này được gửi tới trại tập trung Auschwitz. Ngày 9.8.1942 bà cùng với cô em gái Rosa và nhiều người Do Thái khác đã bị giết trong phòng hơi ngạt.

## Di sản

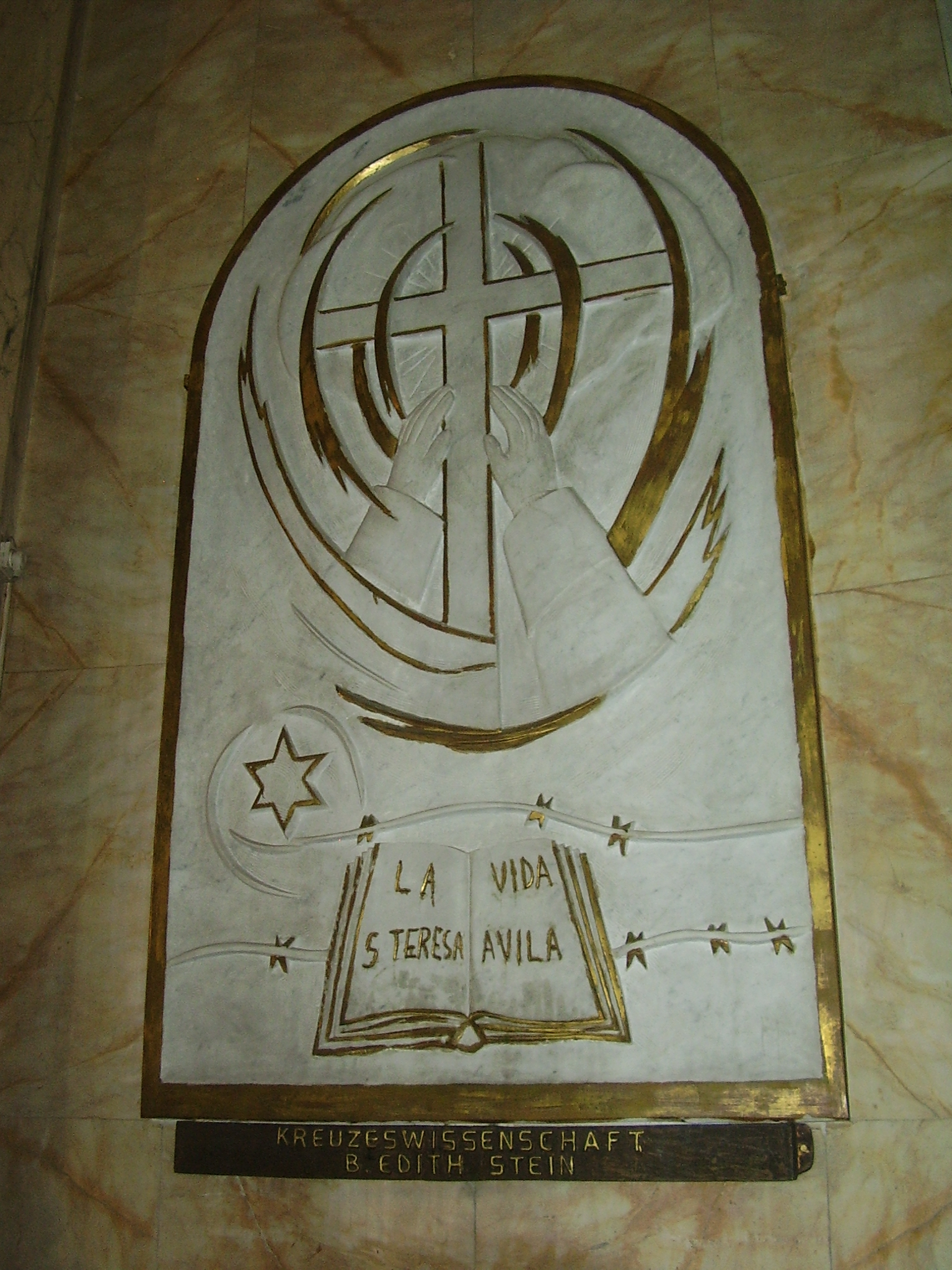
Tượng kỷ niệm Edith Stein trong Stella Maris Monastery (Tu viện Ngôi sao Biển), trên núi Carmel

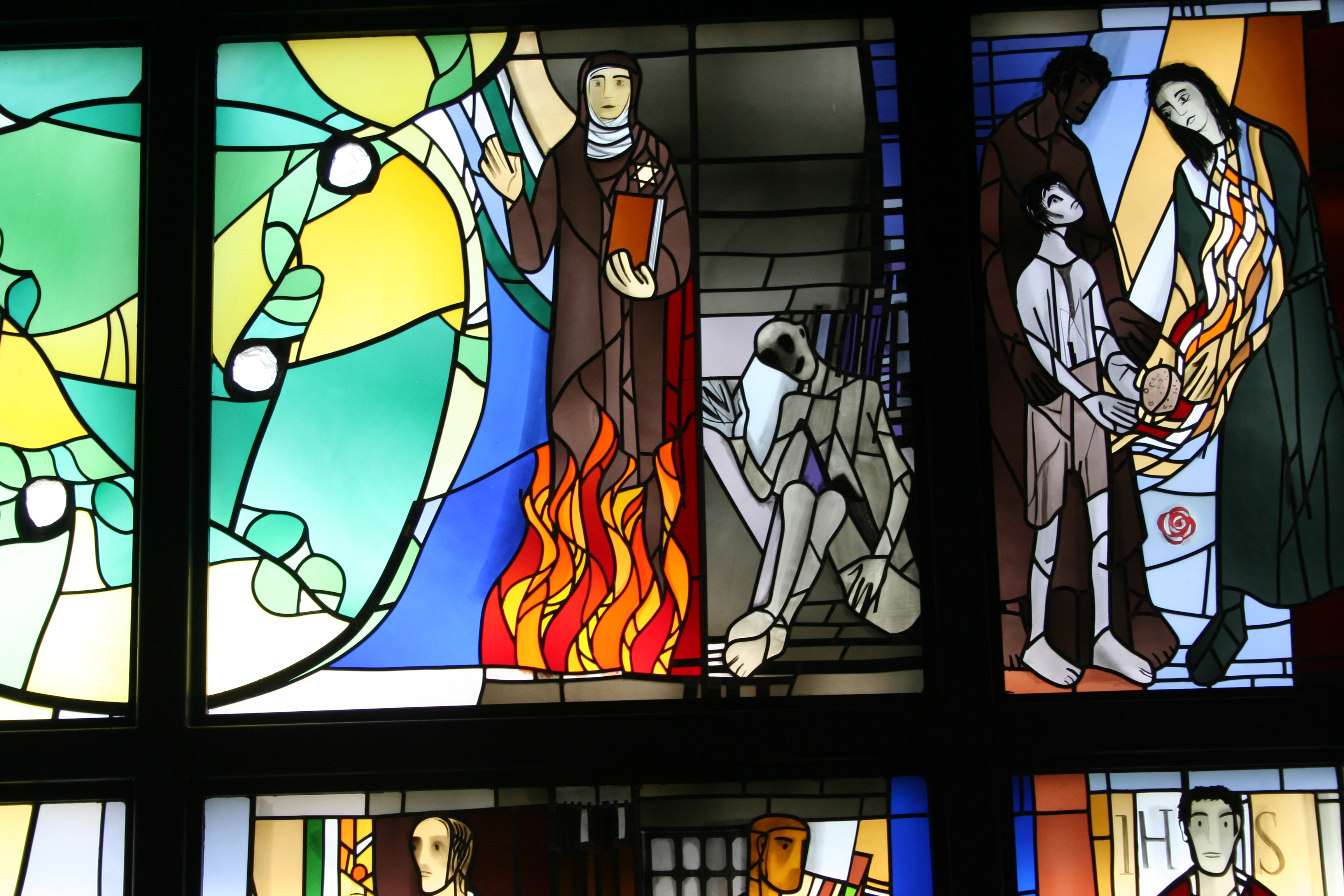
Edith Stein và Maximilian Kolbe, do họa sĩ Alois Plum vẽ trên kính tại Kassel.

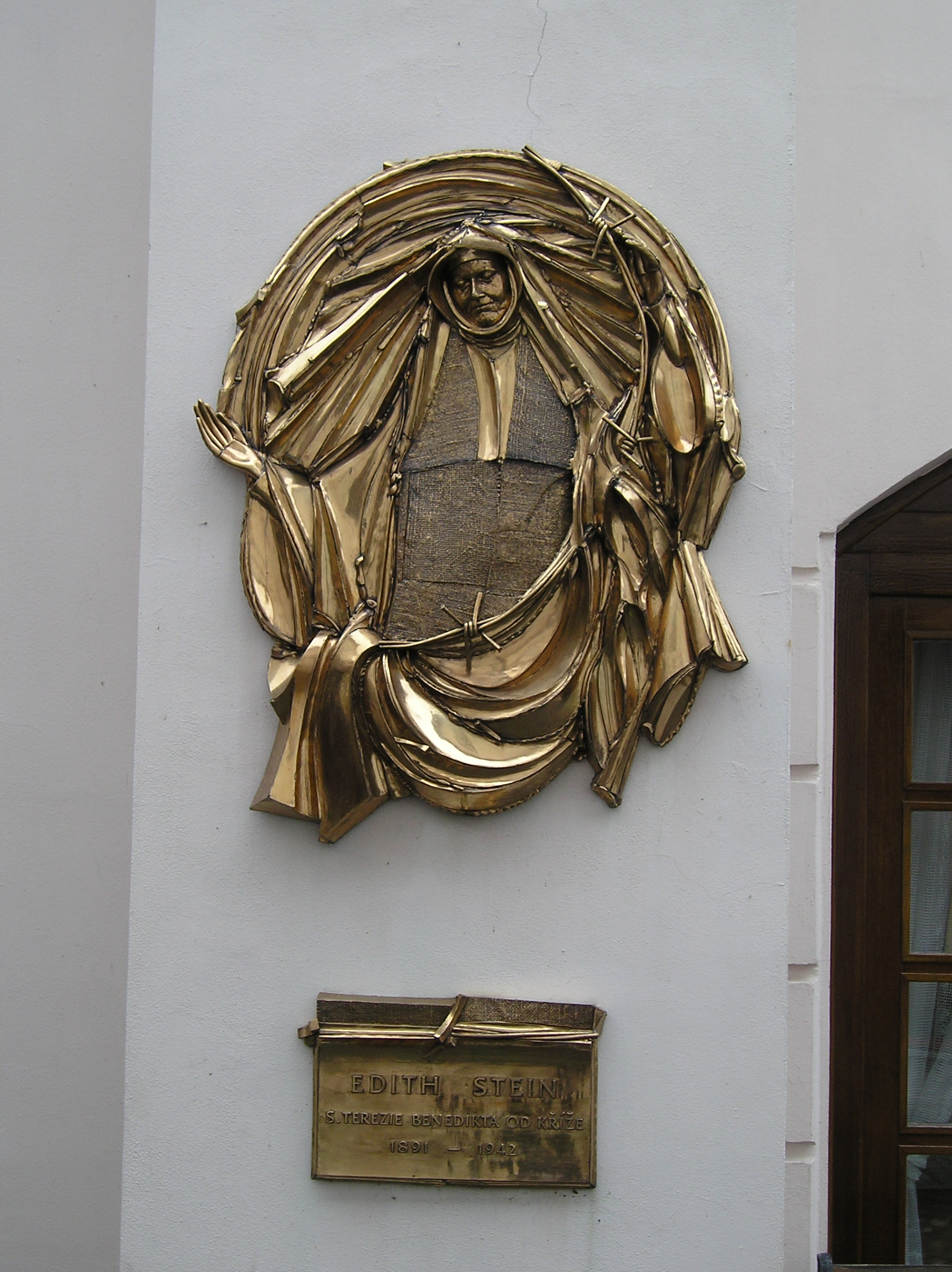
Tượng kỷ niệm Edith Stein ở Praha

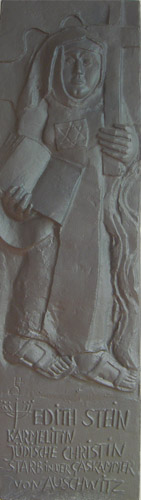
Hình Edith Stein đắp nổi của Heinrich Schreiber trong nhà thờ Đức Bà tại Wittenberg

### Phong thánh
Ngày 1.5.1987 Têrêsa Benedicta Thánh Giá được giáo hoàng Gioan Phaolô II phong là thánh tử đạo ở Köln, Đức, rồi 11 năm sau bà được Ngài phong lên hiển thánh vào ngày 11.10.1998. Ngày 1.10.1999 Giáo hoàng Gioan Phaolô lại nâng bà lên hàng thánh quan thầy của châu Âu.
Phép lạ được dùng làm cơ sở cho việc phong thánh tử đạo của bà là việc chữa lành bệnh em Teresa Benedicta McCarthy, một cô bé đã nuốt một lượng lớn thuốc paracetamol (acetaminophen), gây hoại tử gan. Cha cô bé, linh mục Emmanuel Charles McCarthy, thuộc giáo hội Công giáo Melkite Hy Lạp, đã lập tức tập trung các người thân lại cầu xin Têrêsa Benedicta Thánh Giá cứu giúp. Ngay sau đó các y tá trong đơn vị chăm sóc đặc biệt nhìn thấy cô bé ngồi lên hoàn toàn khỏe mạnh. Tiến sĩ Ronald Kleinman, một chuyên gia nhi khoa tại Bệnh viện đa khoa Massachusetts ở Boston, nơi điều trị Teresa Benedicta, làm chứng về sự lành bệnh của cô bé trước tòa án Giáo hội, nói: "Tôi sẵn lòng nói rằng đó là phép lạ " Sau này bé gái Teresa Benedicta đã tới dự lễ phong hiển thánh cho Edith Stein ở Vatican. 

### Các vinh dự khác
- Ngày nay, có rất nhiều trường học được đặt theo tên bà, chẳng hạn như ở Darmstadt, Đức,[8] Hengelo, Hà Lan,[9] và Mississauga, Ontario, Canada.[10]
- Một phòng ngủ tập thể của nữ sinh viên ở Đại học Tübingen cũng được đặt theo tên bà[11]
- Một tòa nhà lớp học của The College of the Holy Cross ở Worcester, Massachusetts, Hoa Kỳ cũng được đặt theo tên bà.
- Năm 2006 triết gia Alasdair MacIntyre đã phát hành quyển sách nhan đề Edith Stein: A Philosophical Prologue, 1913-1922, trong đó ông đối chiếu lối sống theo triết lý riêng của bà với Martin Heidegger, người có những hành động trong thời Quốc xã – theo MacIntyre - là "sự chia đôi nhân cách".[12]
- Năm 2009, một tượng chân dung của bà đã được đặt trong đền Walhalla[13] gần Regensburg.
- Đài truyền hình ZDF của Đức đã bầu chọn bà là một trong số các nhân vật ưu tú nhất của Đức ở chương trình Unsere Besten.

## Phim & Phim tài liệu
- 1982: "Edith Stein: Những chặng đường của một cuộc đời khác thường" – Phim tài liệu của Ulrich von Dobschütz làm cho SDR (Đài phát thanh truyền hình Nam Đức)
- 1995: "Người phụ nữ Do Thái – Edith Stein" (Siódmy pokój) – phim truyện của Márta Mészáros với nữ diễn viên Maia Morgenstern
- 2003: "Sự thật về Edith Stein" – Phim tài liệu của Marius Langer làm cho Bayerischen Rundfunks (Đài phát thanh truyền hình Bayer)
- 2011: Edith Stein – Phim tài liệu trong khuôn khổ chương trình Schlesien Journal (nhật báo Silesia)

## Sự việc gây tranh cãi
Việc phong thánh tử đạo cho Edith Stein đã gây ra một số chỉ trích và tranh cãi. Những người chỉ trích lập luận rằng Stein bị giết vì là người Do Thái bẩm sinh chứ không phải vì theo Kitô giáo sau này, và rằng theo lời của Daniel người Ba Lan thì dường như (việc phong thánh tử đạo) là "mang một thông điệp ngầm khuyến khích việc trở lại đạo (Công giáo) " bởi vì "việc thảo luận chính thức về sự phong thánh dường như coi sự kết hợp đức tin Công giáo của Stein với cái chết của bà cùng những người đồng đạo gốc Do Thái của bà ở trại tập trung Auschwitz là cần thiết". Lập trường của Giáo hội Công giáo Rôma là Stein đã bị giết vì Hội đồng giám mục Hà Lan đã công khai lên án chủ nghĩa phân biệt chủng tộc của Đức Quốc xã trong năm 1942; nói cách khác, là bà đã chết vì lập trường đạo đức của Giáo hội, và như vậy là người tử đạo đích thực.

## Tác phẩm
Dịch sang tiếng Anh:
- Life in a Jewish Family: Her Unfinished Autobiographical Account, translated by Josephine Koeppel, 1986,from The Collected Works of Edith Stein, Volume One, ICS Publications
- On the Problem of Empathy, Translated by Waltraut Stein 1989,from The Collected Works of Edith Stein, Volume Three, ICS Publications
- Essays on Woman, translated by Freda Mary Oben, 1996
- The Hidden Life, translated by Josephine Koeppel, 1993, The Hidden Life,[19]
- The Science of the Cross, translated by Josephine Koeppel, The Collected Works of Edith Stein, Volume Six, 1983, 2002, 2011, ICS Publications
- Knowledge and Faith
- Finite and Eternal Being: An Attempt to an Ascent to the Meaning of Being
- Philosophy of Psychology and the Humanities, translated by Mary Catharine Baseheart, SCN and Marianne Sawicki, 2000
- An Investigation Concerning the State, translated by Marianne Sawicki, 2006, ICS Publications
- Martin Heidegger's Existential Philosophy,[20] translated by Mette Lebech, 2007
- Self-Portrait in Letters, 1916-1942
- Spirituality of the Christian Woman,[21] from The Collected Works of Edith Stein, Volume Two, Essays on Woman, 1987, ICS Publications
- Potency and Act, Studies Toward a Philosophy of Being Translated by Walter Redmond, from The Collected Works of Edith Stein, Volume Eleven, 1998, 2005,2009, ICS Publications
- The Hidden Life Lưu trữ ngày 7 tháng 8 năm 2007 tại Wayback Machine

Dịch sang tiếng Pháp:
- Correspondance 1917-1933, Ad Solem, Cerf, Edition du Carmel, 2009 ISBN 978-2-204-08807-7
- La femme cours et conférences, Ad Solem, Cerf, Edition du Carmel, 2009 ISBN 978-2-204-08608-0
- De la crèche à la Croix, Ad Solem, 2007 ISBN 978-2-940402-10-6
- Voies de la connaissance de Dieu. La théologie symbolique de Denys l’Aréopagite, Ad Solem, 2003 ISBN 2-88482-004-3
- Malgré la nuit, poésies complètes, Ad Solem, 2002
- Vie d’une famille juive, édition du Cerf-Ad Solem, 2001
- Source cachée, édition du Cerf-Ad Solem, 1999 (2×10{{{1}}} édition)
- Le Secret de la croix, Parole et Silence, 1998
- De la Personne: recueil de textes choisis par Ph. Secrétan (éd.), éd. du Cerf, 1992
- De l’État, éd. du Cerf, 1989
- Phénoménologie et philosophie chrétienne, éd. du Cerf, 1987
- L’Être fini et l’Être éternel, essai d’une atteinte du sens de l’être, Nauwelaerts, 1972
- La Science de la Croix, Passion d’amour de saint Jean de la Croix, Nauwelaerts, 1957
- La Femme et sa destinée, éditions Amiot – Dumont, 1956 (recueil de six conférences données par Édith Stein sur le thème de la Femme)

Sách viết về Edith Stein
- F.V. Tommasi, L´analogia della persona in Edith Stein, Fabrizio Serra Editore, Pisa-Roma, 2012
- E. Godart, "Edith Stein ou l'amour de l'autre", éditions De l'Oeuvre, 2011
- Yann Moix, Mort et vie d’Édith Stein, éditions Grasset et Fasquelle 2008, ISBN 2246732611
- E. de Rus, L'art d'éduquer selon Édith Stein. Anthropologie, éducation et vie spirituelle, Cerf-Ad-Solem-Carmel, 2008
- C. Rastoin, Édith Stein (1891 - 1942): enquête sur la source, Cerf, 2007
- E. de Rus, Intériorité de la personne et éducation chez Édith Stein, Cerf, 2006
- V. Aucante, De la solidarité. Essai sur la philosophie politique d’Édith Stein, Parole et Silence 2006
- C. Rastoin et D.-M. Golay, Avec Édith Stein découvrir le Carmel français, éd. du Carmel, 2005
- Sylvie Courtine-Denamy, Trois femmes dans de sombres temps: Édith Stein, Hannah Arendt, Simone Weil, Le Livre de Poche, Biblio essais, Bản mẫu:Numéro4367, 2004 ISBN 2-253-13096-6
- J. Hatem, Christ et intersubjectivité chez Marcel, Stein, Wojtyla et Henry, L'Harmattan, 2004
- U. Dobhan, S. Payne et R. Körner, Édith Stein, disciple et maîtresse de vie spirituelle, éd. du Carmel, 2004
- M. A. Neyer, Édith Stein au carmel, Lessius, 2003
- V. Aucante, Le Discernement selon Édith Stein. Que faire de sa vie ?, Parole et Silence, 2003 ISBN 978-2-84573-165-3
- Berta Weibel = Edith Stein, prisonnière de l'amour, Nhà xuất bản = Pierre Téqui (2002), 144 trang Bản mẫu:ISBN=9782740309865
- M. A. Neyer et A. U. Müller, Édith Stein, une femme dans le siècle, J.-C. Lattès, 2002ISBN 2-7096-2080-4
- Élisabeth de Miribel, Comme l'or purifié par le feu: Édith Stein, 1891-1942, Plon, 1984; Perrin, 1998
- J. Bouflet, Édith Stein philosophe crucifiée, Presses de la Renaissance, 1998
- C. Rastoin, Édith Stein et le mystère d’Israël, Ad Solem, 1998
- Florent Gaboriau, Lorsque Édith Stein se convertit, éditions Ad Solem, 1997